# Boogaloo (Giuliano Palma & the Bluebeaters)
Boogaloo è il quarto album del gruppo Giuliano Palma & the Bluebeaters.

## Tracce
1. Mr Make Believe (Gene Simmons)
2. Tutta mia la città (Equipe 84)
3. Somewhere in My Heart (Aztec Camera)
4. Be Young Be Foolish Be Happy (The Tams)
5. Testarda io (La mia solitudine) (Iva Zanicchi)
6. I'll Get You (The Beatles)
7. State of the Nation (Industry)
8. Everybody Loves a Lover (Doris Day)
9. Show Me the Way (Peter Frampton)
10. The Marvin Boogaloo
11. Poison Ivy (The Coasters)
12. Over My Shoulder (Mike + The Mechanics)
13. I Am Going to Hold On (Lord Creator)
14. Lobo Hombre En Paris (La Union)
15. Do I Worry? (Derrick Harriott)
16. Don't Bring Me Down (Electric Light Orchestra)
17. Pensiero d’amore (Mal)
18. You Don't Believe Me (Stray Cats)
19. The Loser
20. Se ne dicon di parole

## Classifiche
| Classifica | Posizione |
| ---------- | --------- |
| Italia     | 9         |